# Callilepis
Callilepis, rod glavočika smješten u potporodicu Asteroideae. Pripada mu sedam vrsta u Mozambiku, Esvatiniju i Južnoj Africi

## Vrste
1. Callilepis caerulea (Hutch.) Leins
2. Callilepis corymbosa P.P.J.Herman & Koek.
3. Callilepis lancifolia Burtt Davy
4. Callilepis laureola DC.
5. Callilepis leptophylla Harv.
6. Callilepis normae P.P.J.Herman & Koek.
7. Callilepis salicifolia Oliv.